# Anacornia proceps
Anacornia proceps är en spindelart som beskrevs av Chamberlin 1948. Anacornia proceps ingår i släktet Anacornia och familjen täckvävarspindlar. Inga underarter finns listade i Catalogue of Life.